# اوگنین پتروویچ
اوگنین پتروویچ (انگلیسی: Ognjen Petrović؛ ۲ ژانویهٔ ۱۹۴۸ – ۲۱ سپتامبر ۲۰۰۰) بازیکن فوتبال اهل یوگسلاوی بود.
از باشگاه‌هایی که در آن بازی کرده‌است می‌توان به باشگاه فوتبال باستیا و باشگاه فوتبال ستاره سرخ بلگراد اشاره کرد.
وی همچنین در تیم ملی فوتبال یوگسلاوی بازی کرده‌است.
وی در مسابقات کشوری و بین‌المللی در مجموع برندهٔ ۱ مدال طلا شده‌است.